# Kreis Dithmarschen
Kreis Dithmarschen is een Kreis in de Duitse deelstaat Sleeswijk-Holstein. De Kreis telt 133.251 inwoners (31 december 2020) op een oppervlakte van 1.404,75 km². Kreisstadt is Heide.
Dithmarschen heeft tot in de 16e eeuw een geheel eigen geschiedenis gekend. Feitelijk was het gebied een autonome Boerenrepubliek die aan geen enkele Heer in Duitsland onderworpen was. Ook nadat het uiteindelijk zijn zelfstandigheid verloor, bleef het een op zich zelf gerichte plattelandssamenleving waar steden eigenlijk niet voorkwamen.

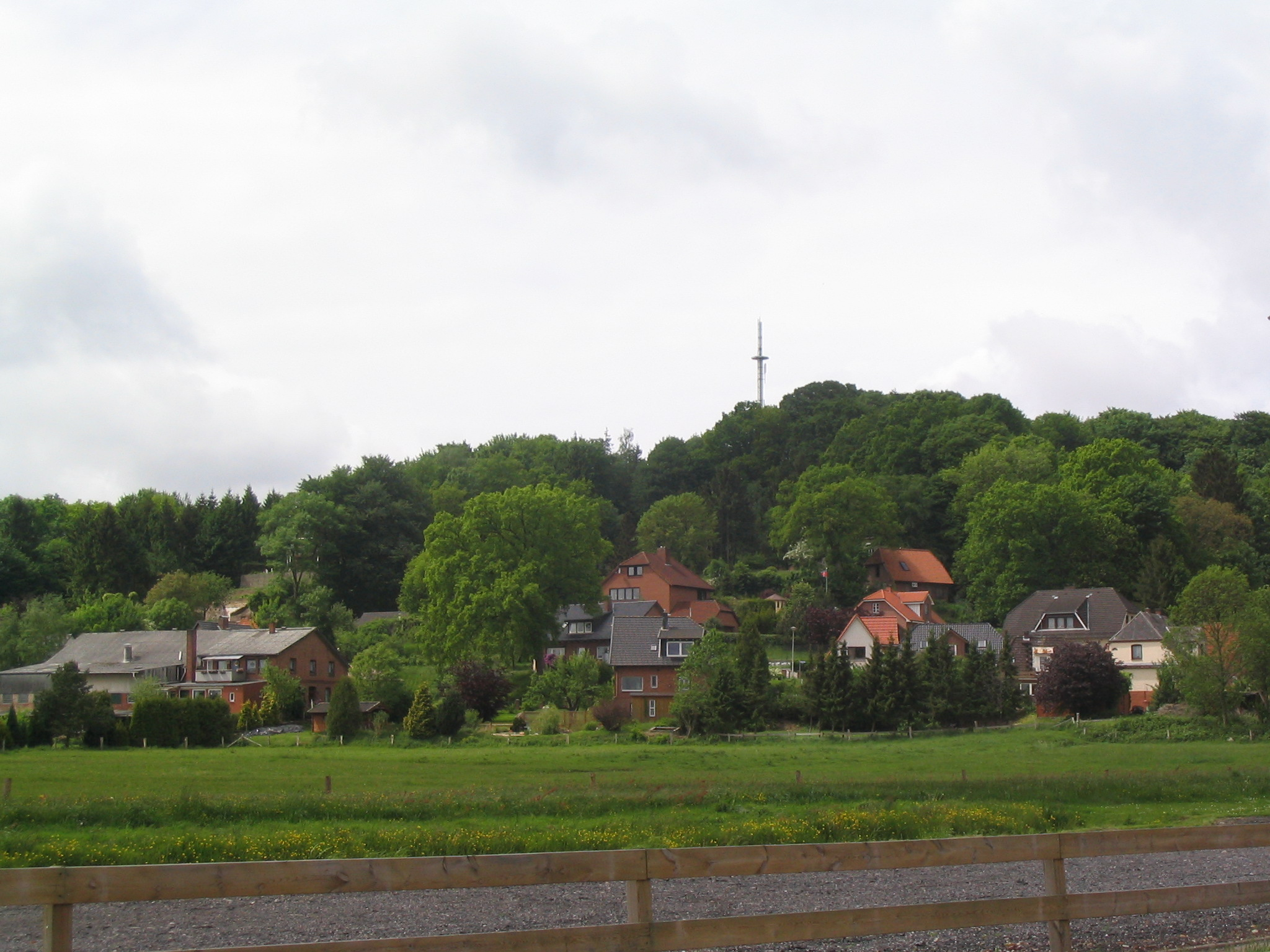
berg van 'Burg'

## Geografie
Dithmarschen ligt in het westen van Sleeswijk-Holstein. In het zuiden wordt het begrensd door de Elbe en het Noord-Oostzeekanaal, in het oosten grenst het aan Rendsburg-Eckernförde, in het noorden vormt de Eider de grens met Noord-Friesland en Sleeswijk-Flensburg, terwijl in het westen de Noordzee en de Waddenzee een natuurlijke afbakening vormen. In de Waddenzee ligt het onbewoonde eiland Trischen.

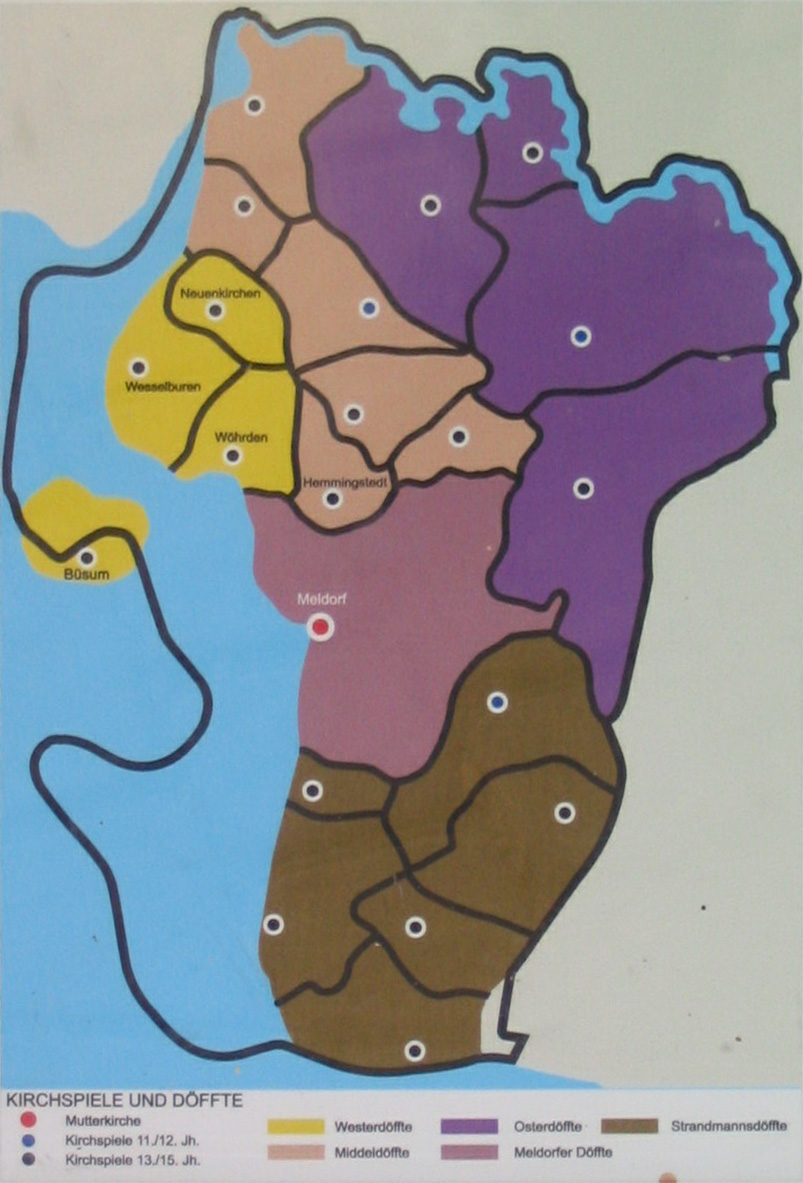
in zwart de huidige kustlijn met de oorspronkelijke kerspelen

Een groot deel van Dithmarschen is pas in de laatste 500 jaar door inpoldering op de zee gewonnen. De gewonnen gronden zijn bij uitstek geschikt voor de akkerbouw, mede omdat deze gronden een goede, natuurlijke afwatering hebben.

## Geschiedenis
Dithmarschen wordt voor het eerst genoemd in de negende eeuw als Thiatmaresgaho. Het was een van de drie Saksische gouwen ten noorden van de Elbe die door Karel de Grote bij zijn rijk werd gevoegd.
Na de Slag bij Bornhöved in 1227 wordt het gebied gevoegd bij het aartsbisdom Bremen, maar de Bremer bisschoppen wisten nimmer een daadwerkelijke controle over de boeren in het gebied te krijgen. De graven van Holstein en de hertogen van Sleeswijk probeerden de welvarende kerspelen in te lijven, maar moesten meermaals het onderspit delven.

## Bestuurlijke indeling
Historisch was Dithmarschen verdeeld in kerspelen die samen de autonome Boerenrepubliek vormden. Steden waren er niet. Pas na de aansluiting van Sleeswijk-Holstein bij Pruisen kregen een aantal grotere dorpen stadsrecht, maar de plattelandsgemeenschappen bleven de streek domineren. In de nazitijd werden de kerspelen afgeschaft en werden de gemeenten bestuurlijk zelfstandig. Zoals overal in Sleeswijk-Holstein werken gemeenten samen in Ämter, die in Dithmarschen werden aangeduid als Kirchspielslandgemeinde. Pas in 2007 werden ook in Dithmarschen de Ämter ook Ämter genoemd, hoewel twee in hun naam het oude begrip blijven hanteren.

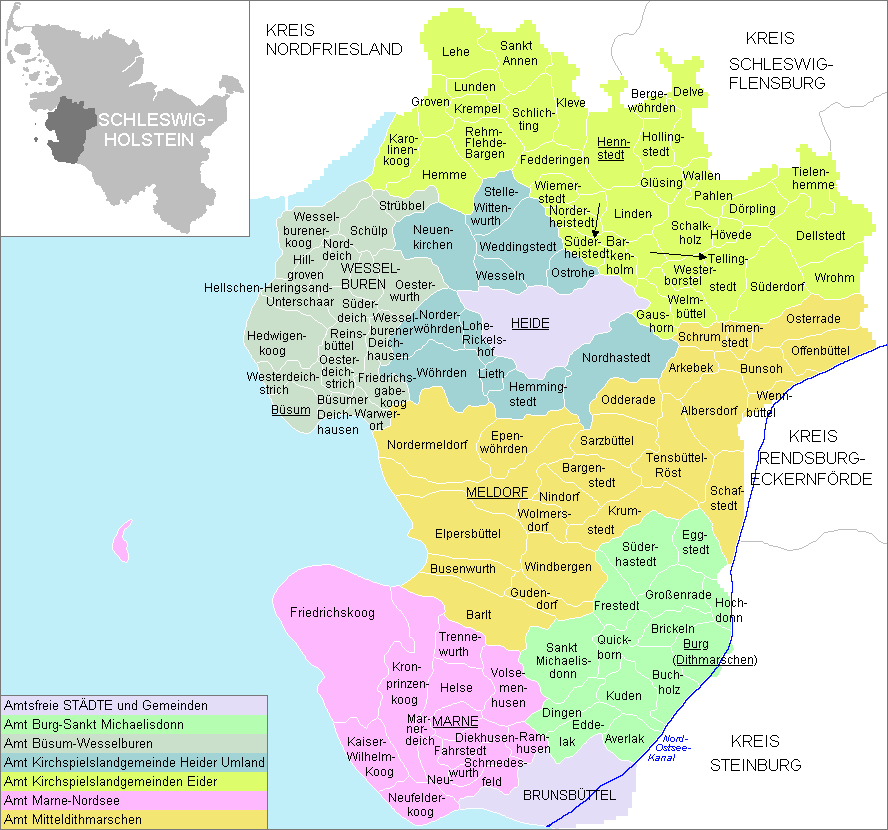

### Amtsvrije gemeenten
De steden in Dithmarschen zijn:
- Brunsbüttel
- Heide

### Ämter
- 1. Amt Burg-Sankt Michaelisdonn

1. Averlak
2. Brickeln
3. Buchholz
4. Burg (Dithmarschen)*
5. Dingen
6. Eddelak
7. Eggstedt
8. Frestedt
9. Großenrade
10. Hochdonn
11. Kuden
12. Quickborn
13. Sankt Michaelisdonn
14. Süderhastedt

- 2. Amt Büsum-Wesselburen

1. Büsum*
2. Büsumer Deichhausen
3. Friedrichsgabekoog
4. Hedwigenkoog
5. Hellschen-Heringsand-Unterschaar
6. Hillgroven
7. Norddeich
8. Oesterdeichstrich
9. Oesterwurth
10. Reinsbüttel
11. Schülp
12. Strübbel
13. Süderdeich
14. Warwerort
15. Wesselburen, stad
16. Wesselburener Deichhausen
17. Wesselburenerkoog
18. Westerdeichstrich

- 3. Amt Kirchspielslandgemeinde Heider Umland [bestuurszetel: Heide]

1. Hemmingstedt
2. Lieth
3. Lohe-Rickelshof
4. Neuenkirchen
5. Norderwöhrden
6. Nordhastedt
7. Ostrohe
8. Stelle-Wittenwurth
9. Weddingstedt
10. Wesseln
11. Wöhrden

- 4. Amt Kirchspielslandgemeinden Eider

1. Barkenholm
2. Bergewöhrden
3. Dellstedt
4. Delve
5. Dörpling
6. Fedderingen
7. Gaushorn
8. Glüsing
9. Groven
10. Hemme
11. Hennstedt*
12. Hollingstedt
13. Hövede
14. Karolinenkoog
15. Kleve
16. Krempel
17. Lehe
18. Linden
19. Lunden
20. Norderheistedt
21. Pahlen
22. Rehm-Flehde-Bargen
23. Sankt Annen
24. Schalkholz
25. Schlichting
26. Süderdorf
27. Süderheistedt
28. Tellingstedt
29. Tielenhemme
30. Wallen
31. Welmbüttel
32. Westerborstel
33. Wiemerstedt
34. Wrohm

- 5. Amt Marne-Nordsee

1. Diekhusen-Fahrstedt
2. Friedrichskoog
3. Helse
4. Kaiser-Wilhelm-Koog
5. Kronprinzenkoog
6. Marne*, stad
7. Marnerdeich
8. Neufeld
9. Neufelderkoog
10. Ramhusen
11. Schmedeswurth
12. Trennewurth
13. Volsemenhusen

- 6. Amt Mitteldithmarschen

1. Albersdorf
2. Arkebek
3. Bargenstedt
4. Barlt
5. Bunsoh
6. Busenwurth
7. Elpersbüttel
8. Epenwöhrden
9. Gudendorf
10. Immenstedt
11. Krumstedt
12. Meldorf*, stad
13. Nindorf
14. Nordermeldorf
15. Odderade
16. Offenbüttel
17. Osterrade
18. Sarzbüttel
19. Schafstedt
20. Schrum
21. Tensbüttel-Röst
22. Wennbüttel
23. Windbergen
24. Wolmersdorf